# Alectra picta
Alectra picta är en snyltrotsväxtart som först beskrevs av William Philip Hiern, och fick sitt nu gällande namn av William Botting Hemsley. Alectra picta ingår i släktet Alectra och familjen snyltrotsväxter. Inga underarter finns listade i Catalogue of Life.